# Aeschynomene weberbaueri
Aeschynomene weberbaueri är en ärtväxtart som beskrevs av Oskar Eberhard Ulbrich. Aeschynomene weberbaueri ingår i släktet Aeschynomene och familjen ärtväxter. Inga underarter finns listade i Catalogue of Life.